# Moriviller
Moriviller település Franciaországban, Meurthe-et-Moselle megyében. Lakosainak száma 93 fő (2022. január 1.). Moriviller Clayeures, Franconville, Gerbéviller, Haudonville, Landécourt, Remenoville és Rozelieures községekkel határos.

## Népesség
A település népességének változása:
| Lakosok száma | 124  | 107  | 96   | 94   | 104  | 97   | 93   | 92   | 93   | 93   |
|               | 1968 | 1982 | 1990 | 2006 | 2013 | 2015 | 2017 | 2019 | 2020 | 2022 |